# SN 2007Q
SN 2007Q – supernowa typu II odkryta 3 stycznia 2007 roku w galaktyce NGC 5888. W momencie odkrycia miała maksymalną jasność 17,80m.